# Edwin Franko Goldman
Edwin Franko Goldman (Louisville (Kentucky), 1 januari 1878 – New York, 21 februari 1956) was een Amerikaans componist, dirigent en kornettist.

## Levensloop
Goldman was afkomstig uit een zeer muzikaal gezin. Toen hij negen jaar oud was overleed zijn vader en de familie vertrok naar New York. Samen met zijn broers werd hij in een Joods weeshuis ondergebracht. Zijn moeder was een uitstekende pianiste, die samen met zijn broer optrad en een diepe indruk op de nog jonge John Sousa achterlaten heeft. 
Op 9-jarige leeftijd studeerde hij ook kornet bij George Weigand aan het Hebrew Orphan Asylum in New York. Later werd hij leerling van de befaamde Jules Lévy.
In 1892 kreeg hij een aanbod van een studiebeurs voor een studium in Europa, maar hij volgde dit niet. Veelmeer studeerde hij aan het National Conservatory of Music in New York trompet en kornet bij Carl Sohst en harmonie bij Maurice Arnold. In het orkest van het conservatorium speelde hij onder leiding van Antonín Dvořák, die toen directeur van het conservatorium was, en ook onder leiding van Victor Herbert, die ook docent was. Bij Dvořák heeft hij ook compositie studeert. 
Tijdens zijn studie speelde hij ook voor geruime tijd in het orkest van zijn oom Nahan Franko. Van die heeft hij ook de naam Franko aangenomen, om hem later met zijn naam Goldman te combineren. Jammer genoeg, dat hij niet lid van de band van John Sousa kon worden. Verder wees hij ook een aanbod van het Boston Symphony Orchestra af. In 1901 werd hij solo-kornettist in het orkest van de Metropolitan Opera Company en bleef in deze functie tot 1909. In dit orkest was zijn oom Nahan Franko concertmeester. Een van de hoogtepunten van het orkest was het legendarische recital van Enrico Caruso op 23 november 1903 alsook zowel Gustav Mahler als Arturo Toscanini als dirigent te beleven.  
Nadat hij in 1909 het Metropolitan-Orchestra - overigens tegen de wil van Arturo Toscanini - verlaten had, werd hij eerst van een gerenommeerd muziekuitgever aangesteld, voor wie hij trompetten getest heeft en verschillende bijdragen voor een muziektijdschrift heeft geschreven. Gedurende deze tijd schreef hij ook zijn eerste mars, The Spirit of Peace, die vanzelfsprekend door dit bedrijf uitgegeven werd. Later schreef hij ook een nog vandaag befaamde kornetmethode, die ook door dit bedrijf uitgegeven werd. Maar Goldman had al tevoren uitsluitend een droom, op een gegeven ogenblik een harmonieorkest naar zijn eigen voorstellingen te dirigeren. 
De vervulling van zijn droom kwam op 8 juli 1907. Toen dirigeerde hij voor het eerste keer een harmonieorkest in Corlear's Hook Park. Op 17 april 1906 ontsnapte hij - tijdens een concertreis van het Metropolitan-orkest - op eigenaardige wijze met zijn oom aan de gevolgen van de aardbeving in San Francisco. 
In 1918 en 1920 was hij ook dirigent van de New York Police Band en Columbia University Band. 

## Die Goldman-Band
Al in 1909 merkte Goldman, dat de zomerconcerten van de bands met leden van de symfonieorkesten en het Metropolitan Opera orkest, die regelmatig in de parken van New York gegeven werden, weinig serieus waren. De bands repeteerden zelden of nooit en de muzikanten hebben dit werk meestal als een goede bron voor aanvullende inkomsten aangezien. Daarom stichtte hij in 1911 de New York Military Band, waarin hij de beste blazers en slagwerkers van de New Yorkse orkesten verenigde. Twee jaar later werd deze band vast voor de gastconcerten aan de Columbia University geëngageerd. Met financiële steun van de familie Guggenheim kon hij een professioneel orkest samenstellen. Zijn uitstekende en populaire gratis openluchtconcerten in het Central Park van Manhattan en in de Prospect Park in Brooklyn trokken 12.000 luisteraars in het Central Park.
Later, toen de band al bekend was en een goede naam had, werd zij in 1920 in Goldman-Band veranderd. De Goldman-Band werd een van de bekendste bands en de naam Goldman stond synoniem voor excellente muzie, ook buiten de Verenigde Staten. Al spoedig volgden concerten in de Carnegie Hall en in het New York Hippodrom. In 1923 verzorgde man optredens in de concertmossel van The Mall in het Central Park. Toen deze concertmossel in 1924 met grote giften compleet omgebouwd werd, was dit reden daarvoor de mars On the Mall uit dankbaarheid te componeren. De giften van de familie Guggenheim werden immer weer vernieuwd en uiteindelijk ontstond daaruit de Guggenheim Foundation. 
In de Verenigde Staten sprak men van een triumviraat van de harmoniemuziek, en daarmee bedoelde man de dirigenten Patrick Gilmore (1829-1892), John Philip Sousa (1854-1932) en Edwin Franko Goldman. 
Op 5 juli 1929 was hij medeoprichter en eerste president van de American Bandmasters Association (ABA). In het bestuur waren ook drie voormalige leden van de band van Sousa, namelijk Frank Simon, Arthur Pryor en Herbert Clarke. 
In 1934 werd hij tot eredoctor van de Phillips University in Enid, Oklahoma benoemd; dezelfde eer werd hem in 1936 door de Boston University en in 1953 door de De Pauw Universiteit toegekend.  
Op 15 augustus 1955 gaf Goldman zijn laatst concert met de naar hem benoemde band; het was het 2.146e met dit orkest. Hij werd opgevolgd door zijn zoon Richard Franko Goldman
Zijn compositorisch oeuvre omvat 106 marsen en 37 solo-concerten voor kornet.

## Composities (selectie)

### Werken voor harmonieorkest
- 1924 On the Mall
- 1931 Boy Scouts of America
- 1931 Onward-Upward
- 1934 The Children’s March
- 1934 The Interlochen Bowl
- 1936 Bugles and Drums
- 1937 Chimes of Liberty
- 1937 Jubilee March
- 1941 Parade March no. 1
- 1942 Parade March no. 2
- 1942 Anniversary
- 1942 Kindergarten
- 1953 March Illinois
- A Bit of Syncopation, karakterstuk
- Canadian National Exhibition
- Central Park
- Cheerio
- Cherokee
- Eagle Eyes
- Emblem of Freedom
- Espanita, voor kornetsolo en harmonieorkest
- From Coast to Coast
- Golden Gate March
- Happy Go Lucky
- Illinois March
- Jupiter, voor kornetsolo en harmonieorkest
- Kentucky
- Old Glory Forever
- On Parade
- On the Alert
- On the Campus
- On the Go
- On the Green, wals-intermezzo
- On the Hudson
- On the Hunt
- On the Farm
- On the Pier
- On the Road
- Scherzo, voor kornet of eufoniumsolo en harmonieorkest
- Springtime Fancies, wals
- Star of the Evening, wals-intermezzo
- Sunshine and Shadows, wals
- The ABA March
- Third Alarm March

## Publicaties
- Edwin Franko Goldman: The Goldman Band System. New York, 1935.
- Edwin Franko Goldman: Amateur Band Guide: And Aid to Leaders. New York: Carl Fischer, 1916.
- Edwin Franko Goldman: Band Betterment. New York: Carl Fischer, 1934.
- Edwin Franko Goldman: 'The Greatest Advance in American Bands'. in: The Etude. October 1933: p. 699-705.
- Edwin Franko Goldman: 'Programs and Repertory of the Concert Band'. in: Music Journal VII (January/February 1949): 7, p. 50-52
- Joseph Manfredo:  Influences on the Development of the Instrumentation of the American Collegiate Wind-Band and Attempts for Standardization of the Instrumentations from 1905-1941 (Albert Austin Harding and Edwin Franko Goldman).  Diss. University of Illinois at Urbana-Champaign, 1993.
- J. K. McAnally: 'Edwin Franko Goldman, Richard Franko Goldman, and the Goldman Band: professionals and educators'. in: The Bulletin of Historical Research in Music Education 17:1   1995. p. 19-58.

- Bibsys: 6091911
- Biblioteca Nacional de España: XX1070633
- Bibliothèque nationale de France: cb13955858w (data)
- Catàleg d'autoritats de noms i títols de Catalunya: 981058611773106706
- CiNii: DA12135721
- Gemeinsame Normdatei: 135411084
- International Standard Name Identifier: 0000 0001 1024 7160
- Library of Congress Control Number: n82136766
- Nationale Bibliotheek van Letland: 000340632
- MusicBrainz: 6bc7629f-c8fa-4240-a339-c9d74edc44a5
- Bibliotheek van het Japanse parlement: 00522033
- Nationale Bibliotheek van Israël: 987007312235205171
- Nationale Bibliotheek van Polen: a0000002632180
- Nederlandse Thesaurus van Auteursnamen: 123492998
- Réseau des bibliothèques de Suisse occidentale: 02-A023566478
- SNAC: w66h52pj
- Virtual International Authority File: 34649643
- WorldCat: E39PBJpdPTvmVY3kwG7HWXFtKd